# Віссаріон (Стретович)
Митрополи́т Віссаріо́н (в миру Василь Олександрович Стретович, нар. 4 грудня 1953, с. Полянка, Коростенський район, Житомирська область, Українська РСР, СРСР) — український церковник, архієрей УПЦ МП, з 1993 року митрополит Овруцький і Коростенський у Житомирській області.

## Життєпис

### Юність
Народився 4 грудня 1953 року в селі Полянка Коростенського району Житомирської області.
1971 року закінчив середню школу. З 1972 року служив у Радянській армії, після чого працював водієм в селі Мелені Житомирської області.
Протягом 1975-1979 років навчався в Московській духовній семінарії, а з 1979 до 1983 року — в Московській духовній академії.

### Церковна кар'єра
1 квітня 1983 року прийняв чернечий постриг з ім'ям Віссаріон.
Протягом 1983-1986 років — клірик Спасо-Преображенського кафедрального собору Житомира. З 1986 по 1987 рік — клірик церкви Різдва Богородиці села Білокоровичі Житомирської області. Протягом 1987-1991 років був священиком Василіївського собору Овруча, благочинним округу.
1990 року возведений у сан ігумена.
У 1991-1992 роках — настоятель Спасо-Преображенського собору Овруча.
24 серпня 1992 року була звершена хіротонія архімандрита Віссаріона в єпископа Коростенського.
З 22 червня 1993 року єпископ Віссаріон перебував на Овруцькій і Коростенській кафедрі.
2000 - підвищений до сану архієпископа.
2010 - підвищений до сану митрополита.
31 серпня 2023 року Стретовича було затримано за поширення прокремлівських листівок і брошур серед священників та прихожан, йому було повідомлено про підозру у державній зраді (ч.2 ст.28, ч.2 ст.161 ККУ).